# Їржі Поспішил (баскетболіст)
Їржі Поспішил (Jiří Pospíšil, 9 вересня 1950 — 13 червня 2019) — чехословацький баскетболіст.
Учасник Олімпійських Ігор 1972, 1976, 1980 років.
Бронзовий призер Чемпіонату Європи 1977 року.